# St.-Martins-Kirche (Zetel)

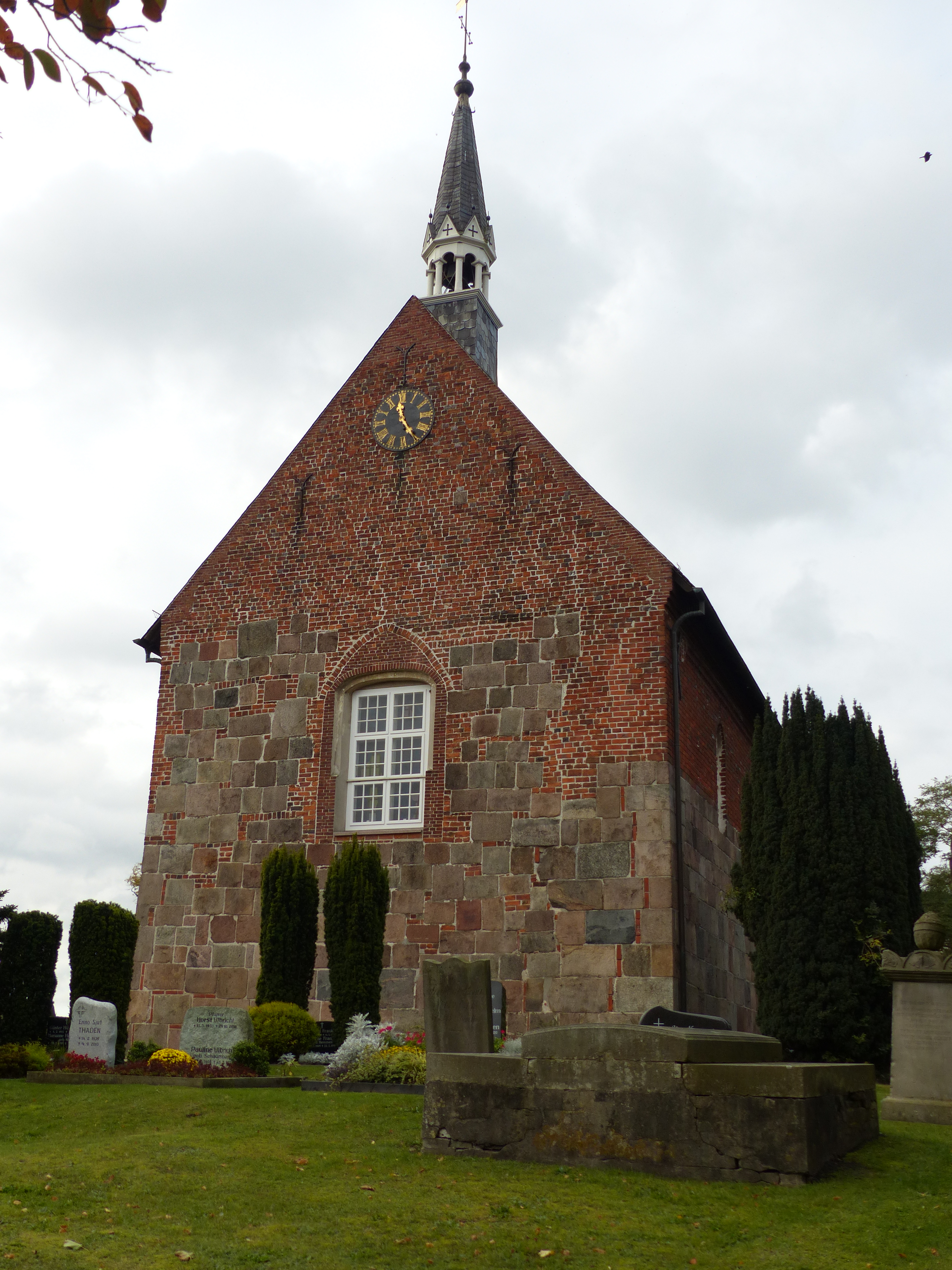
Chorgiebel der Kirche mit später verändertem gotischem Backsteinfenster

Die evangelisch-lutherische St.-Martins-Kirche in der Gemeinde Zetel im niedersächsischen Landkreis Friesland gehört zur lutherischen Oldenburger Landeskirche.

## Geschichte und Baubeschreibung

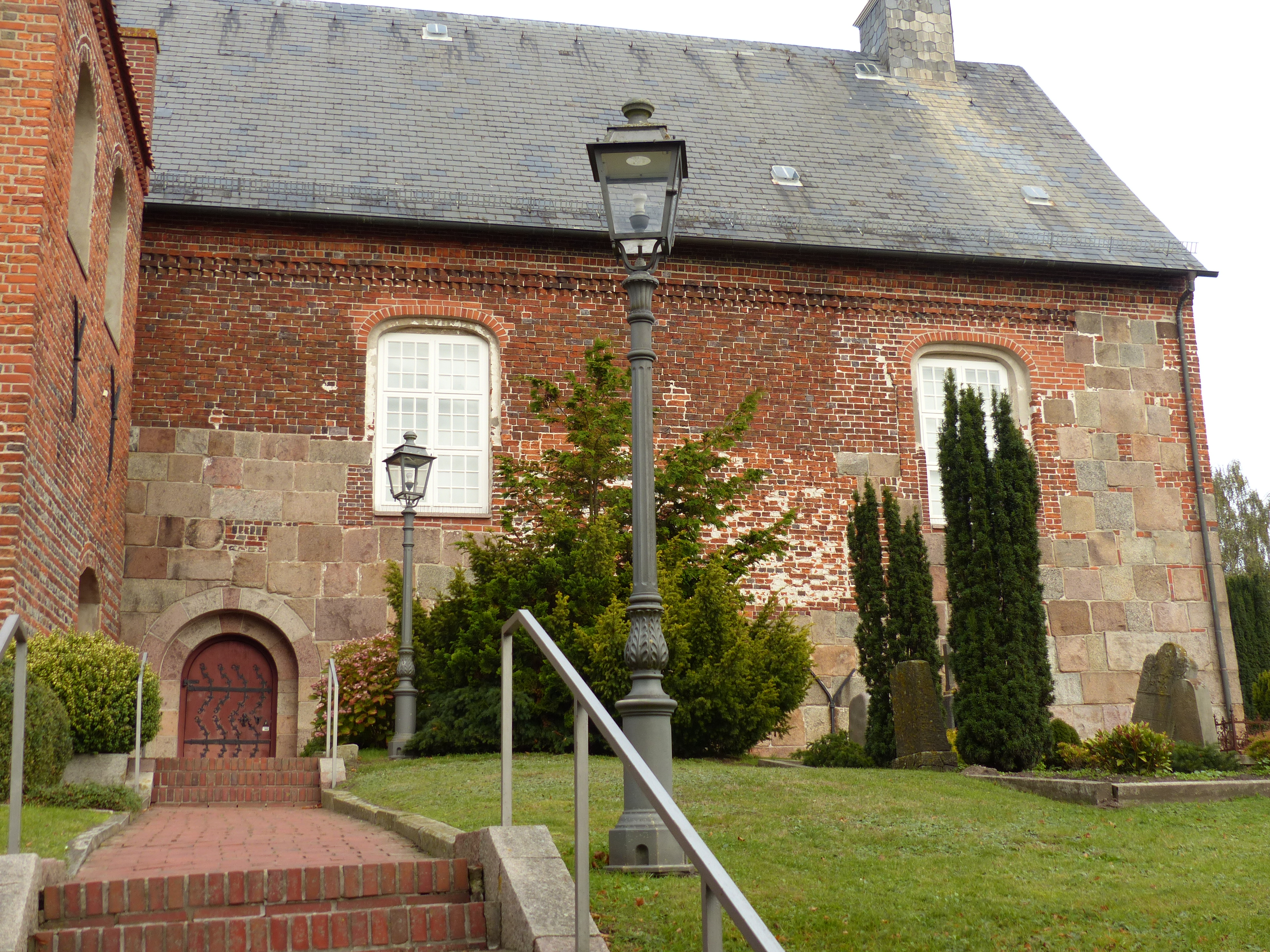
Südseite des Schiffs mit romanischem Portal und neuzeitlich veränderten Fenstern

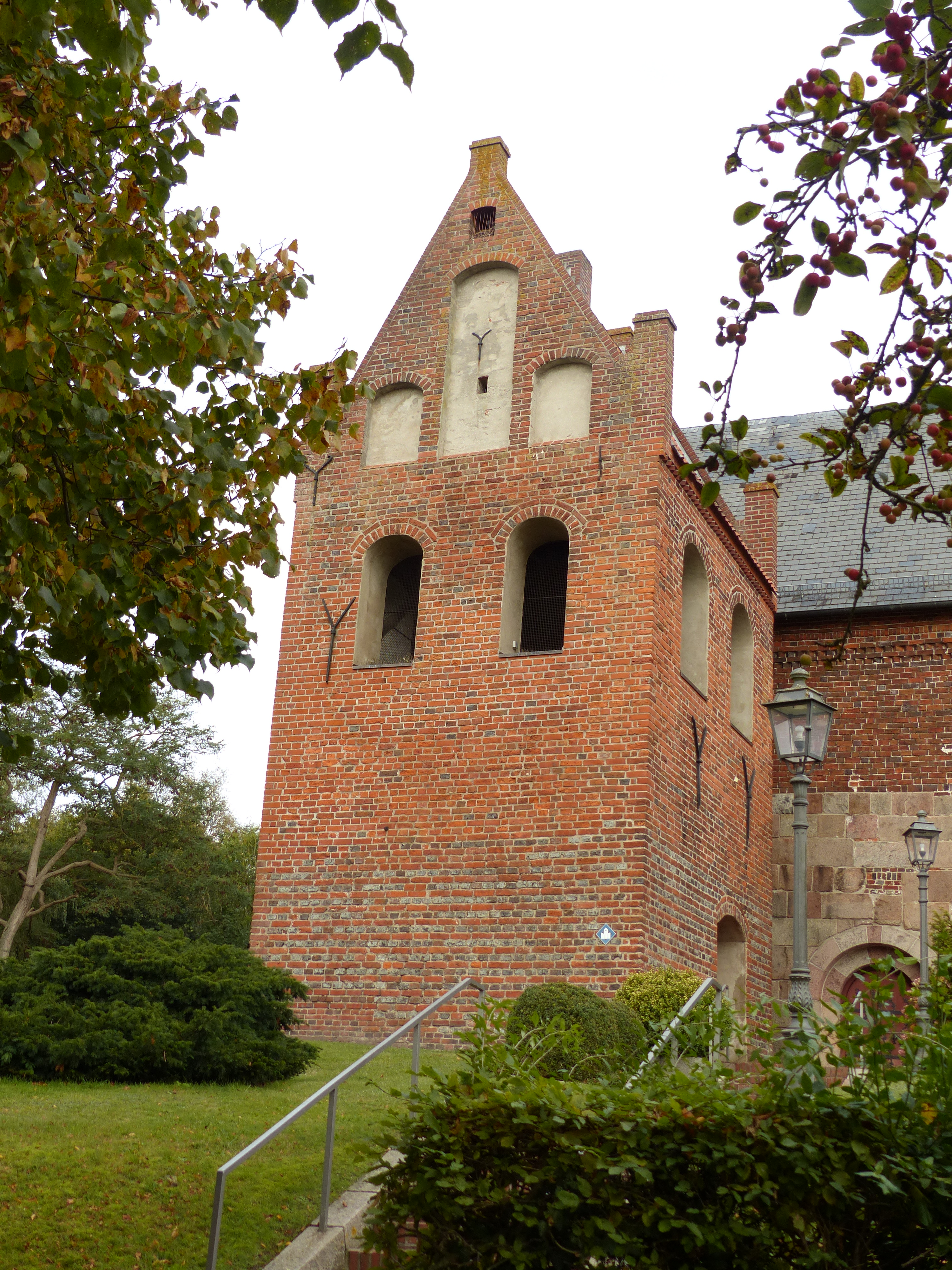
Der Turm steht südlich frei vor dem Schiff

An der Stelle zweier ergrabener hölzerner Vorgängerbauten des 10. Jahrhunderts wurde um 1250 auf der Warft eine romanische Kirche gebaut, die jedoch im Lauf des 14. Jahrhunderts zerstört wurde oder verfiel. Um 1450 wurde aus Granitquadern des Vorgängerbaus und aus Backstein im Klosterformat die heutige spätgotische Saalkirche errichtet, die untere Hälfte ist aus Granitsteinen, die obere aus Backsteinen erbaut. Die an der Nord- und Südseite ehemals vorhandenen Portale für Männer und Frauen sind vermauert. Der Eingang ist heute an der Westfassade. An der Nordseite ist ein Fenster mit stumpfem Spitzbogen als einziges Original erhalten. 1968/69 wurde die Mauer der nicht mehr vorhandenen Apsis ergraben. Über dem Chor sitzt ein kleiner Dachreiter des 19. Jahrhunderts. Erstmals erwähnt wurde die Kirche in einer Papsturkunde des Jahres 1423.
Neben der Südwand der Kirche befindet sich der 10 m hohe Glockenturm aus dem 13. Jahrhundert.

## Ausstattung

### Altar
Das ursprüngliche Bildprogramm ist in kaum einem alten Gotteshaus im Erzstift Bremen mehr komplett zu sehen. Vom Passionsaltar der St.-Martins-Kirche blieben die Reliefs des gotischen Flügelaltars erhalten. Er wurde um 1520 geschnitzt und gehört zum Kreis des Meisters von Osnabrück. Um 1600 farblich neu gefasst, stand er bis 1617 in der Apsis. Zwischenzeitlich war er jedoch nahezu unsichtbar, da man den Chorraum abgetrennt hatte, um den Rest der Kirche in eine Predigtkirche umzuwandeln.
1793 setzte man ein lutherisches Retabel auf den Stipes im Chor. Dazu funktionierte man ein hölzernes Epitaph um, mit Kopien von Abendmahl, Kreuzigung und Auferstehung nach Stichen von Peter Paul Rubens. Es zeigt die 16 Wappen der Ahnenprobe des Stifters am rechten und linken Rand, und zwar die Wappen der Klencken, v. Lützow, Clüver, Fresen, v. Offelen, v. Osterhave, v. Hayn, v. Haysen, v. Böselager, v. Brobergen, v. Medoch, v. Marschalc, v. Kloden, v. Schönbeke, v. Felten und Külen. Der Altar bestehe aus „drei Bildern, auf Holz gemalt, ohne Wert“, lautete das vernichtende Urteil über dieses lutherische Altarwerk anno 1909. Das Retabel befindet sich heute auf der nördlichen Empore.

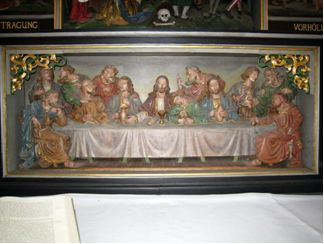
Predella des Altars der St.-Martins-Kirche

Der künstlerisch wertvollere spätgotische Altarschrein hing ab 1793 hingegen an der Südwand der Kirche „über der Kanzel“. Er kehrte 1951 an seinen ursprünglichen Standort auf dem Stipes im Chor zurück. Zuvor hatte die Paderborner Firma Ochsenfahrt nicht nur die Reliefs gründlich restauriert, sondern die Tafeln auch wieder „in die chronologisch richtige Reihenfolge verbracht“. Vordem hatte man die Tafeln „ohne Rücksicht auf die Chronologie willkürlich in den Schrein eingesetzt“. Das Retabel zeigt in der Mitte eine figurenreiche Golgothaszene, die von jeweils zwei Szenen aus dem Leben Jesu gerahmt ist. Von links oben angefangen sieht man die Reliefs der Geburt Jesu, der Anbetung durch die drei Könige, Jesus am Ölberg, rechts geht es weiter mit dem Judaskuss bzw. dem Verrat, der Verurteilung Jesu durch Pontius Pilatus und der Geißelung. Links unten werden die Szenen aus der Passion Jesu fortgesetzt mit der Dornenkrönung, der Ecce-Homo-Szene, dem Fall unter dem Kreuz. Rechts unten geht es weiter mit dem Relief der Höllenfahrt Jesu, der Auferstehung und der Himmelfahrt. Das Schleierwerk oberhalb der Reliefs stammt aus dem 20. Jahrhundert. Die farbliche Fassung ist die von 1600. Das Retabel zeichnet sich durch „Lebendigkeit, Natürlichkeit und Individualisierung der Figuren aus“.
Um 1950 war noch das alte Schreingehäuse vorhanden, auf dem die Namen und Wappen von 16 Hofbesitzern angebracht waren. Es wurde um 1951 erneuert und von dem heimischen Holzbildhauer Wilhelm Kunst mit einer Predella versehen, die ein Relief nach dem Abendmahl von Leonardo da Vinci enthält.
W. Kunst schuf zudem die Statuen der Vier Evangelisten am Kanzelkorb sowie des Moses als Halter des Pults. Die von Architekt Manfred Beier entworfene Kanzel wurde 1987 durch Bischof Sievers eingeweiht. Zu Heiligabend 1980 schenkte Wilhelm Kunst der Kirche eine holzgeschnitzte Krippe mit bis zu 50 cm großen Figuren, die jeweils Weihnachten aufgestellt wird.

### Sonstige Ausstattung

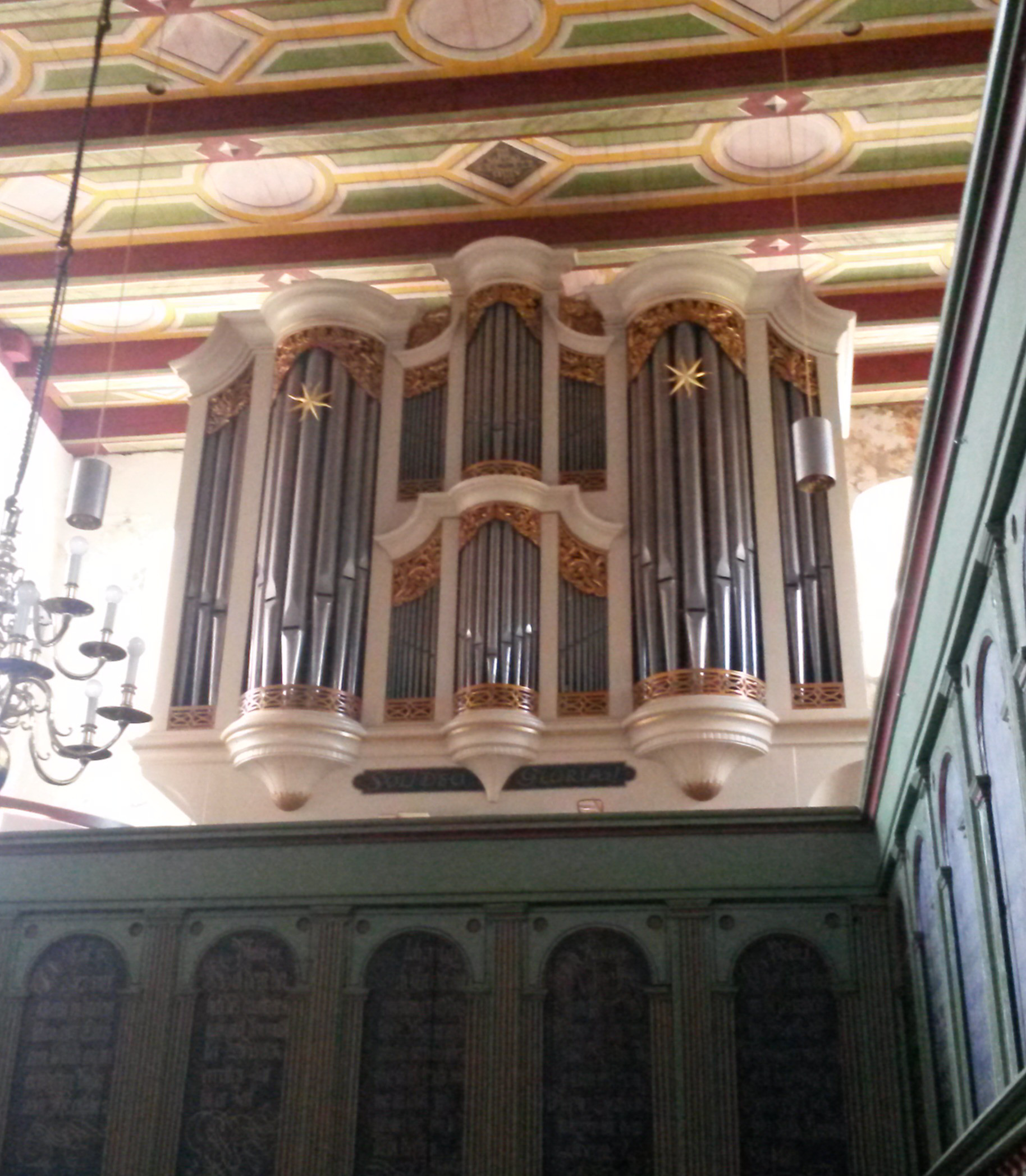
Orgel der St.-Martins-Kirche

Der Rest einer mittelalterlichen Malerei aus dem 15. Jahrhundert nördlich des Altars zeigt vermutlich den Apostel Jakobus den Älteren mit Pilgerstab in den Händen. Unterhalb davon befindet sich eine Sakramentsnische mit spätgotischer Tür aus dem 15. Jahrhundert. An der Südwand hängt ein Barockepitaph mit spätgotischer Kreuzigungsgruppe um 1500 sowie ein Bild des Pastors Joachim Brahm von Neuenburg aus dem Jahr 1657.
Die Nord- und Westempore zeigt einfache Formen der Spätrenaissance von 1617. Auf ihren 31 Feldern sind auf schwarzem Grund in weißer Frakturschrift Bibelsprüche sowie Familienwappen, Jahreszahlen und Namen von Gemeindemitgliedern dargestellt.
Die Orgel von Johann Wolfgang Witzmann aus Bremen wurde 1801 gebaut und ist die einzige von ihm erhaltene Orgel. Sie hat im Hauptmanual 11, im Obermanual 9 Register und 1296 Pfeifen. Das Pedal ist angehängt. 6 Register sind unbrauchbar.